# فرهنگ بسامدی فارسی
فرهنگ بسامدی فارسی (به انگلیسی: A Frequency Dictionary of Persian) عنوان کتابی به زبان انگلیسی تألیف کوری میلر و کارینه آقاجانیان استیوارت است که در سال ۲۰۱۸ توسط انتشارات روتلج منتشر شد.
عنوان کامل کتاب به انگلیسی این است: A Frequency Dictionary of Persian: Core Vocabulary for Learners

معادل فارسی: فرهنگ بسامدی فارسی: واژگان پایه برای زبان‌آموزان.
این اثر جزو مجموعهٔ «فرهنگ‌های بسامدیِ روتلج» چاپ و منتشر شده است.
فرهنگ بسامدی فارسی، منبعی برای کسانی است که به آموزش زبان فارسی می‌پردازند. این فرهنگ دربرگیرندهٔ ۵٬۰۰۰ واژهٔ پرکاربرد فارسی امروز است.

## پیکرهٔ مبنا
مبنای استخراج این مجموعه، به ادعای مؤلفان، یک پیکرهٔ متنیِ ۱۵۰میلیون‌واژه‌ای از متن‌های نوشتاری و گفتاری از دنیای فارسی‌زبان است؛ اما قراینی نشان می‌دهد که حجم پیکرهٔ مبنا کمتر از یک‌دهمِ مقداری است که مؤلفان اظهار داشته‌اند. مهم‌ترین قرینه، بسامدِ ذکرشده برای واژه‌های پربسامد است. برای مثال، در پیکره‌های فارسی، بسامدِ کاربردِ حرف ربطِ «و» -که به «واو عطف» نیز معروف است- حدود ۴٫۵ تا ۵٫۵ درصدِ کل واژه‌هاست؛ بر این اساس، بسامدِ «و» به نسبتِ ۱۵۰میلیون، در این پیکره باید حدود ۶٫۸ تا ۷٫۵ میلیون بار می‌بود؛ اما چنین نیست و بسامدِ آن تنها ۵۳۳٫۷۱۲ بار است. حجم پیکرهٔ مبنای مؤلفان در تدوین این فرهنگ احتمالاً حدود ۱۰ تا ۱۲ میلیون واژه است.

## فهرست مطالب کتاب
مطالب این کتاب عبارتند از:
- فهرستِ فهرست‌های موضوعیِ واژگان؛
- پیشگفتارِ مجموعه (به قلم مارک دِیویس، زبان‌شناس آمریکایی و متخصص زبان‌شناسی پیکره‌ای)؛
- سپاس‌گزاری؛
- فهرست کوته‌نوشت‌ها (نشانه‌های اختصاری)؛
- مقدمه؛
- منابعِ [مقدمه]؛
- فهرست بسامدی ۵٬۰۰۰ واژه (براساس بسامد یا کاربردِ واژه‌ها، از بیشترین تا کمترین تکرار)؛
- فهرست الفباییِ ۵٬۰۰۰ واژه؛
- فهرست‌های موضوعیِ برگزیدهٔ واژه‌ها، شامل ۳۱ جعبه (در لابه‌لای صفحات کتاب)؛
- نمایهٔ هویت‌های دستوریِ واژه‌ها، ازجمله تفاوت‌های میان کاربرد نوشتاری و محاوره‌ایِ فعل‌ها، ساختار همکردها (فعل‌های سبُک)، فرایندهای ساخت‌واژی و واژه‌های عربیِ دخیل و نیز واژه‌های بومی (ایرانی) در برخی موضوعات.

## ویژگی‌ها
این فرهنگ بسامدی شامل فهرست‌های الفبایی و بسامدی (براساس بیشترین تا کمترین تکرار از میان ۵٬۰۰۰ واژهٔ انتخاب‌شدهٔ مؤلف) است. در فهرست‌ها، در هریک از مدخل‌ها، به هویت دستوریِ واژه‌ها اشاره شده است. همچنین، همهٔ مدخل‌ها با معادل یا معادل‌های انگلیسی و یک مثال از کاربردِ واژه در بافتِ زبان براساس خودِ پیکره، همراه با ترجمهٔ انگلیسیِ مثال، آورده شده‌اند.
در تدوین فرهنگ بسامدی فارسی، از روشی کارآمد و جذاب برای ایجاد توانِش در فارسی‌آموزان در سطح‌های مختلف بهره گرفته شده است. چنین پیکره‌هایی بهترین و به‌روزترین منبع برای مطالعه در حوزهٔ زبان‌شناسی پیکره‌ای به‌شمار می‌روند. مطالب داده‌های این کتاب بر روی لوح فشرده نیز در دسترس است. بدین‌گونه، می‌توان بیشترین بهره را در پژوهش‌های مربوط به واژگان پایهٔ فارسی از این کتاب گرفت.
فرهنگ بسامدی فارسی، با جلد سخت (گالینگور) و جلد نرم (شمیز)، توسط انتشارات روتلج (گروه تیلور و فرانسیس) چاپ و منتشر شده است.